# はいぱー少女 ウッキー!
『はいぱー少女 ウッキー!』（はいぱーしょうじょウッキー）は、むんこによる日本の4コマ漫画作品。『まんがタウン』（双葉社）に2005年3月号から2011年10月号にかけて、長期休載を挟みながら連載。2017年8月には、作者自身が手掛けた同人誌で、中学時代の卯月たちを描いた続編『ウッキー・鈴子の受験一直線』が発表された。

## 作品概要
西原家長女のウッキーこと、卯月の家庭風景と学校生活を描いた4コマ作品。基本的にコメディ漫画（ギャグ漫画）だが、深刻なテーマを取り入れている。主人公の父親（もしくは母親）の正面顔がきちんと描かれないことが多いむんこ作品では珍しく、両親とも正面顔がきちんと設定されているのも特徴である。なお、続編『ウッキー・鈴子の受験一直線』では、百合の要素がやや強めになっている。

## 登場人物
西原卯月（にしはら うつき）
この物語の主人公。小学1年生。1年2組。名前の通り4月生まれ。勉強は苦手だが、運動神経抜群でクラスのリーダー的存在。クラスでのあだ名は「ウッキー」で、本人も「ウッキ〜」が口癖。それが示す通り猿のように、外ではよく木登りをしたり、家の屋根伝いに飛び歩く。弟の北斗をからかうことも多いが、母に叱られるのをかばったりとやさしい一面もある。遊ぶことが大好きで、男子との殴り合いのケンカも多い。しかし弱いものいじめや女子のケンカは許さず、いつもうまく解決する。そのためか、学校では女子にもモテる(バレンタインデーや誕生日には大量のプレゼントをもらう）。おでんのちくわぶが好物。『らいか・デイズ』でも漆野の縦割り班の一人として度々登場している。
4歳の頃、登った鉄塔から落ちて生と死の間に立たされたことがある。
最終回では中学2年生になっている。この時点の姿で、雅子や妹と共に『ゆあまいん』最終回にこっそり客演している。
西原雅子（にしはら まさこ）
卯月と北斗の母。旧姓・香山（かやま）。子供を愛し、全力で子育てに励む。卯月の身体的能力は母の遺伝が強いと思われる(運動神経や乗り物に強いところ)。夫裟悟郎とは仲むつまじい。結婚記念日は卯月の誕生日。20歳頃に卯月を産んだ。
最終回では6児の母となり、第7子を妊娠中。『らいか・デイズ』でも、北斗と共にモブとして時々登場している。
名前の由来はテレビドラマ『西遊記』で三蔵法師を演じた夏目雅子から。
西原裟悟郎（にしはら さごろう）
卯月と北斗の父。人気者の気象予報士。他作品にお天気キャスターとして出る事がある。卯月の性格は父の遺伝が多少強いと思われる。ひょうひょうとした性格だが、子供の扱いは超一級。
天気予報以外にも才能を発揮し、子供を連れていった遊園地のステージショーでスタッフが急に足りなくなった際は助けに入り司会から着ぐるみ出演者まで掛け持ちもした。その着ぐるみが気に入ったか、後日その着ぐるみ姿のまま天気予報にも出た。
実は自動車好きだが、雅子と結婚のときにかつての愛車を手放した経験がある。その為、車を傷つけた卯月に制裁を加えた事もある。
名前の由来は沙悟浄から。
西原北斗（にしはら ほくと）
卯月の弟。幼稚園年長組。打たれ強く心優しい男の子。よくお手伝いをする、しっかり者。嗅覚がずば抜けて鋭い。
名前の由来は猪八戒の前身天蓬元帥が北斗七星の護衛（もしくは化身）であったことから。
祖母
卯月の祖母で裟悟郎の母。卯月にとっては天敵である。
年は取っているがおちゃめで元気一杯。祖母の性格や身体能力は息子の裟悟郎や孫の卯月に受け継がれている。1人で暮らしている事に雅子と裟悟郎は心配し、一緒に住む事を勧めているがいつも話を逸らす。
蓮堂銀二（れんどう ぎんじ）
卯月のクラスメイトで、見た目こそ大柄・いがぐり頭と絵に描いたようなガキ大将だが、実は財閥の御曹司。1年1組。体力、知力等卯月と同レベルだが、面倒見が良かったり集団行動での常識は卯月よりやや分がある。ガキ大将ながら意外と温厚で良識的な性格。家での英才教育や家庭環境の厳しさを卯月とその家族が知っている。絵が得意。最近卯月に脈ありのような言動がある。幼くして母親と死別、財閥総帥の父親からは少しでも粗相をしたり成績が落ちると虐待同然の激しい体罰を受けているなど、シビアな家庭環境に置かれている。しかし、雅子がそんな彼の境遇を知り父に直談判しようとした際には、「おばさんが思うほど悪いとうさまじゃない」と言って父親を庇う様子を見せた。
男子のクラスメイトでは唯一、最終回にも登場。鈴子は旧友であり恋敵でもある模様。
名前の由来は銀角大王およびその住処の平頂山蓮華洞から。
大悟（だいご）
卯月の隣に座っていた子。教科書を忘れた卯月に貸して(一緒に見て)落書きをされた。勉強は苦手。『らいか・デイズ』でも悠美の縦割り班の一人として度々登場している。
三倉鈴子（みくら すずこ）
病気がちでよく学校を休む内気な女の子。1年3組。元気な卯月にあこがれて、バレンタインデーにアタック。現在卯月と相思相愛(?)。料理が下手だが本人にその自覚はなく、よく手作りのお菓子を卯月に振る舞う。過去に卯月は鈴子のケーキを食べるために絶食した。かえるや蛇等の生き物が好き。
最終回ではすっかり健康になり、中学校の生徒会長をしている。続編では、卯月の高校受験を成功させるべく、彼女に勉強を教えている。卯月への想いは、変わらず抱き続けている。
茶髪の男の子（名前不明）
連載当初から銀二の子分のような存在で登場している。卯月、銀二、大悟とよくいるが、宿題は早めに終わらすなど比較的真面目。
鈴子の母
病気がちな鈴子を献身的に看病する。そのため、乱暴なことや不衛生なことには容赦なく激怒する。しかし、卯月が鈴子を元気にしてくれていることも認めている。卯月には「お義母さん」と呼ばれ、過去にどさくさにまぎれて「娘さんを下さい」と言われた。かえるや蛇は嫌い。
鈴子の父
かなりの娘思い。しかし単身赴任である故に中々娘に会えない日々を送っている。
銀二の父（蓮堂氏）
財閥の総帥を務める中年男性。早くに妻に先立たれている。息子からは「お父さま」と呼ばれる。短気で厳格な上に気性が激しく財閥関係者や屋敷の使用人からも恐れられている。跡取りである息子に対してはさらに厳しく、息子を絶対に褒めない上に些細なことでも容赦なく激しい体罰を行う。それは虐待といっていいレベルで、その事を知った卯月も雅子も激怒して殴りこみに行きかけたほど。そのため、息子でさえ「乱暴」と父のことを評している。作中にて顔が描かれていない。
蓮堂家の執事
銀二の家に仕える中年から初老に位置する男性。厳しい家庭環境下におかれている銀二を気にかけている。

## 単行本
- むんこ『はいぱー少女 ウッキー!』 双葉社〈アクションコミックスまんがタウン〉、全3巻
  1. （2007年2月12日第1刷発行、2007年1月12日発売、2024年3月15日電子版配信）[9] ISBN 4-575-94062-3
  2. （2009年12月26日第1刷発行、同日発売、2024年3月15日電子版配信)[10] ISBN 978-4-575-94259-0
  3. （2011年12月12日第1刷発行、同日発売、2024年3月15日電子版配信)[11] ISBN 978-4-575-94339-9